# Noria de Viena

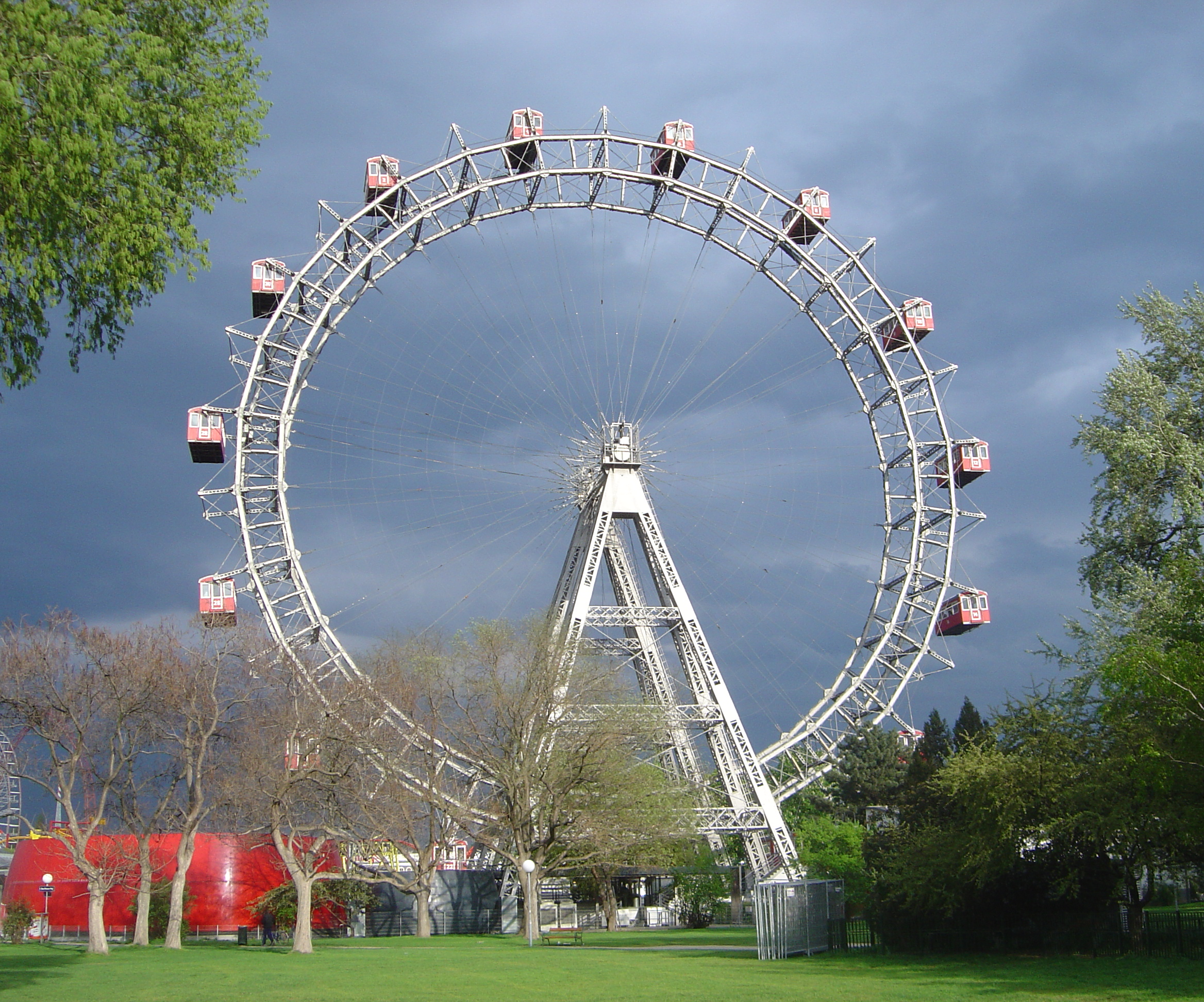
Vista de la Noria de Viena desde el Prater.

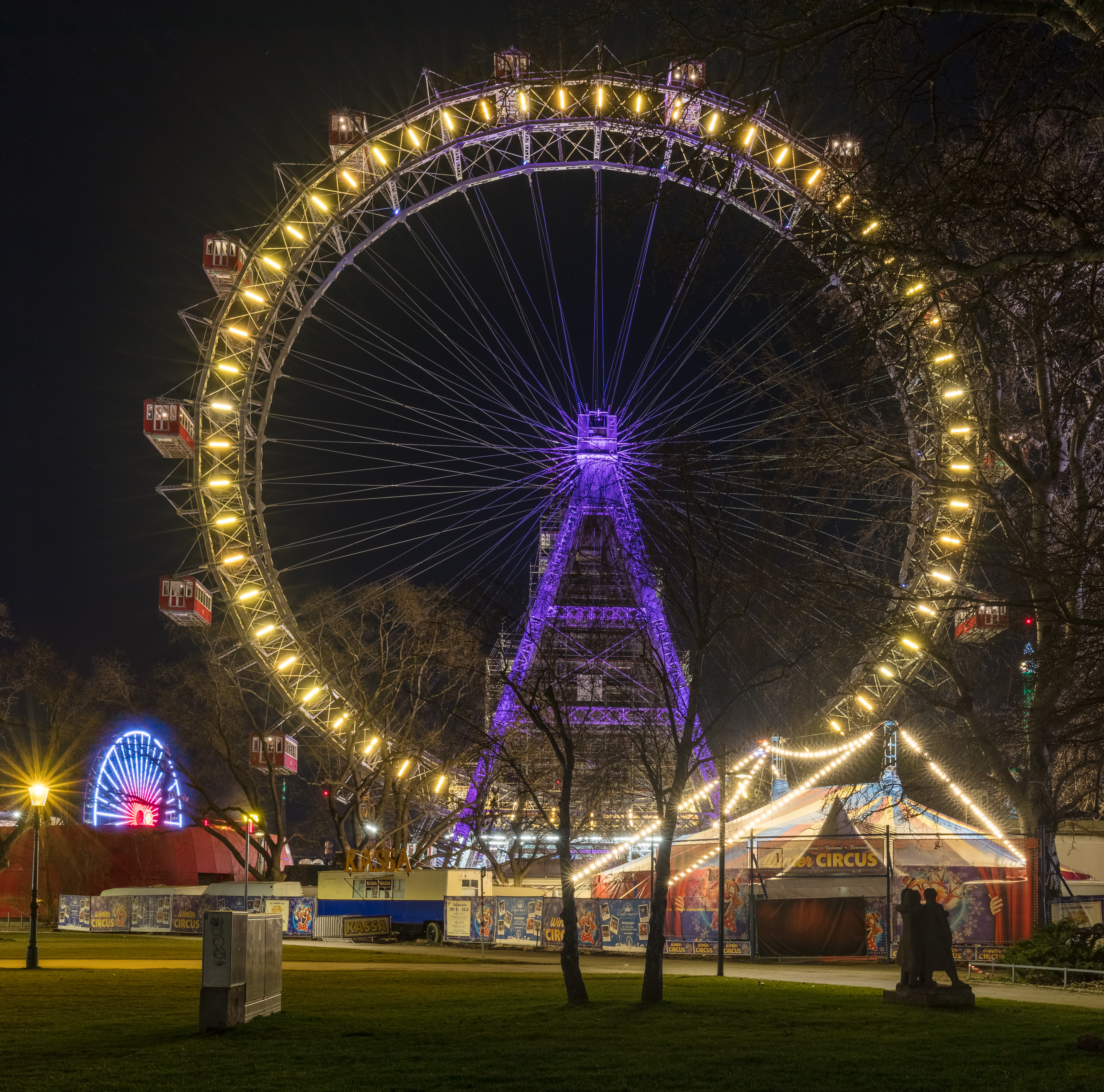
Vista nocturna.

La Noria de Viena, también conocida como Wiener Riesenrad ("Noria de Viena" en alemán), o simplemente Riesenrad, es una noria ubicada a la entrada del Parque de Atracciones del Prater, ubicado en el parque homónimo, en el segundo distrito de Viena, Leopoldstadt.
Fue una de las primeras norias, construida en 1897 para celebrar el quincuagésimo aniversario del reinado de Francisco José de Austria. El diseño corrió a cargo del inglés Walter Bassett, lo que explica que su altura sea de 61 metros, 200 pies exactos.
La Riesenrad es, hoy en día, uno de los principales atractivos turísticos de Viena. Era considerada la noria más alta existente en el mundo, de los años 20 hasta 1985, año en que la noria Technocosmos (ahora demolida) fuera construida en Tsukuba, Japón. 
Originalmente, la noria contaba con 30 góndolas, pero debido a los daños ocasionados durante la Segunda Guerra Mundial, durante la reconstrucción, solo se recolocaron 15 de estas cabinas. 
La noria está formada por cables de acero, los cuales trabajan a tracción. El movimiento se ejerce desde la base, moviendo la estructura perimetral de acero.
Ha sido escenario de películas tales como El tercer hombre, The Living Daylights o Antes del amanecer.